# Brachyotum tyrianthinum
Brachyotum tyrianthinum är en tvåhjärtbladig växtart som beskrevs av James Francis Macbride. Brachyotum tyrianthinum ingår i släktet Brachyotum och familjen Melastomataceae. Inga underarter finns listade i Catalogue of Life.